# 장흥 미륵사 석불
장흥 미륵사 석불(長興 彌勒寺 石佛)은 대한민국 전라남도 장흥군 안량면 기산리, 미륵사에 있는 석불이다. 1988년 12월 21일 전라남도의 문화재자료 제171호로 지정되었다.

## 개요
이 불상은 원래 논밭에 버려져 있던 것으로, 법염(法炎) 비구니가 미륵사를 세우고 불상을 수습해 모신 것이다.
이 석불은 돌 하나에 광배(光背)를 만들고 그 앞면에 불신을 도드라지게 새겼다. 가슴 아래부분이 약 1.5m 땅에 묻혀 있어 정확한 양식은 알 수 없다. 땅 위에 나타난 외모를 보면 돌의 재질이 거칠고 조각수법도 정교하지 않다.
얼굴은 길쭉하며 입술이 특히 두툼하고 과장되게 표현되어 균형을 잃고 있는 모습이다. 목은 아주 짧아 바로 어깨로 이어지고 있어 다소 움츠린 듯한 모습이며, 양 어깨를 감싼 옷은 아주 얕게 조각되었다. 앞가슴에는 양 손을 끼고 있는데 옷주름에 가려져 어떤 모습인지 알 수 없다.
얼굴에서 보이는 비사실적인 표현, 어깨선의 둔중함 등으로 보아 인근의 보림사, 천광사 불상의 영향을 받아 고려 후기에 만든 것으로 추정된다.

## 참고 문헌
- 미륵사석불 - 국가유산청 국가유산포털